# Northrop XP-56
Die Northrop XP-56 Black Bullet war ein Experimentalflugzeug zur Erprobung des Druckpropellerkonzepts für Jagdflugzeuge.

## Entwicklung

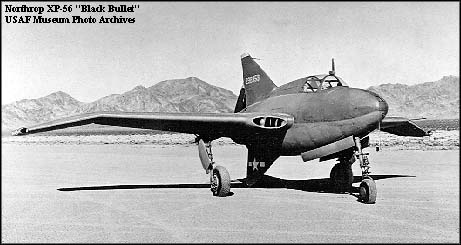
Northrop XP-56

Im November 1939, kurz nach der Gründung durch Jack Northrop, beteiligte sich die Northrop Corporation an einer Ausschreibung der United States Army Air Forces für ein neues Jagdflugzeug. Neben Northrop legten noch Vultee Aircraft mit der XP-54 und Curtiss mit der XP-55 eigene neue Konzepte vor.
Northrops Entwurf sah ein schwanzloses, mit zwei gegenläufigen Druckpropellern angetriebenes Jagdflugzeug vor, das von dem zu dieser Zeit in der Entwicklung befindlichen flüssigkeitsgekühlten Motor Pratt & Whitney X-1800-A3G angetrieben werden sollte.
Der Auftrag zur Fertigung eines Prototyps erging am 22. August 1940, in der folgenden Zeit wurde im Rahmen der Konstruktion durch Windkanalversuche an einem gleichzeitig entstehenden 1:1-Modell noch verschiedene Änderungen nötig.
Da die Arbeiten am X-1800-Motor eingestellt wurden, musste stattdessen ein luftgekühlter P&W R-2800-29 eingebaut werden, der aber eine Änderung des Rumpfes erforderte und das Gewicht der Maschine um 1000 kg erhöhte. Die Arbeiten wurden dadurch um fünf Monate verzögert.
Nach der Besichtigung des Modells durch Mitglieder der Army Air Forces wurden noch Änderungen am Fahrwerk, dem Cockpit und an der Bewaffnung vorgenommen. Am 13. Februar 1942 erging der Auftrag zur Fertigung eines zweiten Prototyps an Northrop.
Im März 1943 fanden die ersten Triebwerkstestläufe statt, anschließend wurde die Maschine zum Flugversuchsgelände Muroc (heute Edwards Air Force Base) gebracht, wo am 6. September der 1,6 km lange Erstflug in nur 1,2 m Höhe stattfand. Hierbei zeigte sich auch eine zu geringe Stabilität um die Hochachse, die durch eine Vergrößerung des Seitenruders ausgeglichen werden sollte.
Bei Hochgeschwindigkeitsrollversuchen im Herbst 1943 platzte dann ein Reifen, das Flugzeug wurde beim darauffolgenden Überschlag vollständig zerstört. Der Pilot blieb jedoch nahezu unverletzt.
Als Konsequenz aus diesem Unfall wurde beim zweiten Prototyp das Fahrwerk überarbeitet, der erste Testflug konnte jedoch aufgrund schlechten Wetters erst am 23. März 1944 stattfinden. Die nachfolgenden Testflüge und Windkanalversuche zeigten, dass die Maschine immer noch instabil war und auf Grund des höheren Gewichts die geplante Höchstgeschwindigkeit nicht erreichen konnte.
Später wurde die Erprobung eingestellt, da die Fortschritte in der Entwicklung der Strahlflugzeuge das Konzept überflüssig machten.
Für Jack Northrop hingegen lieferte das Projekt wichtige Erkenntnisse, die er später bei seinen YB-35- und YB-49-Nurflügelbombern verwerten konnte.
Der zweite Prototyp existiert noch heute; er ist beim National Air and Space Museum in Silver Hill, Maryland eingelagert.

## Technische Daten
| Kenngröße             | Daten                                                                                  |
| --------------------- | -------------------------------------------------------------------------------------- |
| Besatzung             | 1                                                                                      |
| Länge                 | 8,38 m                                                                                 |
| Spannweite            | 12,98 m                                                                                |
| Höhe                  | 2,97 m                                                                                 |
| Flügelfläche          | 28,44 m²                                                                               |
| Flügelstreckung       | 5,9                                                                                    |
| Leermasse             | 4475 kg                                                                                |
| max. Startmasse       | 5514 kg                                                                                |
| Höchstgeschwindigkeit | 749 km/h                                                                               |
| Dienstgipfelhöhe      | 10.061 m                                                                               |
| Reichweite            | 1063 km                                                                                |
| Triebwerke            | 1 × Pratt & Whitney R-2800-29 mit 1492 kW                                              |
| Bewaffnung            | 4 × M2-Maschinengewehre mit je 400 Schuss 2 × 20-mm-Maschinenkanonen mit je 100 Schuss |